# Megadirettore Galattico
Il Megadirettore Galattico, noto anche come Duca Conte Maria Rita Vittorio Balabam, è il principale antagonista della saga letteraria e cinematografica di Fantozzi.
Il termine Megadirettore, assieme quello di "Megaditta", è diventato di uso comune anche nella realtà, sia colloquialmente che in ambito giornalistico, per indicare imprese ed enti molto grandi e/o complessi e dirigenti o imprenditori che godono di grandi poteri, ed è stato osservato come essi facciano parte di "una sorta di neo-linguaggio futurista che rappresenta la gerarchica distanza dei rapporti e le proporzioni alienanti della burocrazia".

## Caratteristiche
Balabam è il padrone ed il capo assoluto della Megaditta. È molto crudele con i dipendenti, soprattutto con Fantozzi. Nella pellicola Fantozzi si dice che nessun impiegato (a parte il protagonista) lo ha mai visto e che quindi molti lo reputano solo un'entità astratta o una leggenda. Nel primo episodio si dimostra piuttosto affabile nei confronti di Fantozzi, ma nel successivo capitolo rivela tutta la sua malvagità, come anche nei successivi capitoli della saga.

## Le apparizioni cinematografiche
- Fantozzi: nella prima pellicola dedicata al ragioniere Ugo Fantozzi appare nel finale del film. Dopo che Fantozzi, convinto dal collega comunista Folagra, lancia un sasso contro una vetrata dell'azienda, il Megadirettore chiede di incontrarlo e il protagonista immagina di essere punito in modi orrendi; invece i due conversano tranquillamente di politica, con il direttore che si definisce un "medio progressista". Il suo ufficio personale, apparentemente vuoto e spartano, è in realtà dotato delle stravaganze di cui parlano le voci che circolano in azienda: una poltrona in pelle umana ricavata dagli impiegati che non si comportano bene ed un grande acquario dove nuotano invece i dipendenti sorteggiati tra i più meritevoli, nel quale a Fantozzi viene consentito l'ingresso.
- Il secondo tragico Fantozzi: appare sempre nel finale del film, nella scena in cui Fantozzi si riunisce con la sua famiglia per la vigilia di Natale dopo il tradimento della Signorina Silvani con Calboni, in cui tale momento viene interrotto dalla telefonata del Megadirettore; esso comunica al ragioniere, che prima di partire per Capri con la Silvani si era licenziato, di aver deciso di reintegrarlo nella Megaditta, a patto che ricominci dal gradino più basso della carriera, cioè come parafulmine. Dall'episodio si intuisce la vera natura crudele e cinica del personaggio.
- Fantozzi in paradiso: ormai pensionati, Fantozzi e Filini lo incontrano all'uscita di una rapina ai danni della Megaditta, all'interno di una limousine, che li costringe "cortesemente" a riconsegnargli il denaro.
- Fantozzi - Il ritorno: il Megadirettore Galattico viene arrestato con l'accusa di corruzione e scarica tutte le colpe su Fantozzi, che viene prima arrestato e poi scarcerato in attesa del processo. Quando esce di galera, il Megadirettore gli offre un incarico di corruzione che Fantozzi rifiuta. Avendo ascoltato il dialogo, due agenti gli chiedono di collaborare con le forze dell'ordine per incriminare il suo superiore. Fantozzi accetta, ma alla fine viene incastrato e il Megadirettore esce dal carcere, mentre il ragioniere viene condannato a 20 anni di prigione, venendo poi scarcerato qualche anno dopo grazie all'indulto.
- Fantozzi 2000 - La clonazione: il Megadirettore, di fronte a una crisi causata dalla mancanza di soggezione dei nuovi impiegati, decide di far tornare in vita, grazie alla biotecnologia avanzata, l'impiegato più sottomesso di sempre, il ragionier Ugo Fantozzi, premiandolo con una missione di responsabilità: sorvegliare il suo figlio più piccolo, un ragazzino troppo buono e generoso, rinchiuso in una scuola di educazione al potere, un autentico carcere dove si studiano il sopruso, la delinquenza e l'infamia. Il ragioniere fallisce e viene punito dal Megadirettore con settantasette frustate (incluse le originali trentanove in presenza del Megadirettore).

## L'incontro di Villaggio con la figura ispiratrice
Paolo Villaggio partecipa al programma Odeon. Tutto quanto fa spettacolo delle Rete 2 con un servizio filmato curato dallo stesso attore, in onda il 20 settembre 1977: la visita, per conto della Rai, presso la Italimpianti, ditta di Genova dove aveva lavorato 11 anni prima, fonte d'ispirazione del personaggio di Fantozzi. Villaggio intervistò il suo ex-presidente dell'Italimpianti, l'ingegnere Lucien Sicouri. Conclude con una carrellata proponendo tre esempi tipici di impiegati assonnati: il barrato (il dipendente che dorme con gli occhi aperti, dietro spessi occhiali), il dormitore "angolare", il "dormitore plateale".

## Filmografia
- Fantozzi (1975)
- Il secondo tragico Fantozzi (1976)
- Fantozzi in paradiso (1993)
- Fantozzi - Il ritorno (1996)
- Fantozzi 2000 - La clonazione (1999)